# Assemblée (Grèce antique)
Pour les articles homonymes, voir Assemblée.
Dans la Grèce antique, l'Assemblée est la réunion de tous les hommes libres sur l'agora afin de décider au nom de tous, et délibérer. 

## Histoire

### Dans l'Antiquité
Platon, dans son dialogue Le Politique, évoque le mot « assemblée », qui ne serait composée que de riches ou du peuple en entier. Elle est convoquée généralement tôt dans la matinée, selon la coutume, par les hérauts des instances : on y voit que le mot s'applique à un nombre restreint de personnes. Il n'y a que des hommes car les femmes ne sont pas considérée comme assez intelligente pour participer aux débats politiques.

### ChezHomère
Dans l'Iliade, le nom est donné à la réunion de tous les guerriers (rois compris), afin de délibérer d'une décision à prendre, à l'inverse du Conseil, auquel ne prennent part, en temps de guerre et autres temps graves, que les rois ou les chefs.
Elle a lieu plusieurs fois dans L'Iliade :
- Convoquée par Agamemnon, au chant II, la convoque pour faire part aux troupes du rêve qu'il a fait ; il convoquera deux conseils supplémentaires, nocturnes ceux-ci, au chant IX (après avoir annoncé qu'il voulait abandonner Troie) et au début du chant X (à nouveau pour discuter un éventuel départ de Troie).
- Convoquée par Achille, au chant XIX, pour ses réconciliations Agamemnon et son retour au combat après la mort de Patrocle.